# Рубанська сільська рада (Недригайлівський район)
Ру́банська сільська́ ра́да — колишній орган місцевого самоврядування в Недригайлівському районі Сумської області. Адміністративний центр — село Рубанка.

## Загальні відомості
- Населення ради: 410 осіб (станом на 2001 рік)

## Населені пункти
Сільській раді підпорядковані населені пункти:
- с. Рубанка
- с. Овеча

### Колишні населені пункти
- с. Шкроботи, зняте з обліку 16 серпня 2013 року

## Склад ради
Рада складається з 12 депутатів та голови.
- Голова ради:
- Секретар ради: Бойко Валентина Станіславівна

### Керівний склад попередніх скликань
| Прізвище, ім'я, по батькові | Основні відомості                                                                     | Дата обрання | Дата звільнення |
| --------------------------- | ------------------------------------------------------------------------------------- | ------------ | --------------- |
| Сергеєв Микола Денисович    | Сільський голова, 1951 року народження, освіта середня загальна, безпартійний         | 26.03.2006   | 31.10.2010      |
| Сергеєв Микола Денисович    | Сільський голова, 1951 року народження, освіта середня загальна, член Партії регіонів | 31.10.2010   | 18.03.2012      |
| Юхта Микола Іванович        | Сільський голова, 1954 року народження, освіта вища, член Партії регіонів             | 18.03.2012   | 23.04.2014      |

Примітка: таблиця складена за даними сайту Верховної Ради України